# Azawakh
Azawakh är en vinthund som har avlats fram av tuaregerna i Sahelregionen söder om Sahara där rasen använts vid jakt på gaseller och harar. Kroppsvikten varierar mellan 15 och 25 kilo. Mankhöjden är mellan 60 och 75 centimeter.

## Historia
Azawakh är en primitiv, det vill säga ursprunglig hundras med ålderdomliga drag och kan betecknas som en kynologisk raritet. Den har sedan lång tid varit tuaregernas jakthund vid jakt på hjortdjur och annat ökenvilt.
Tuaregerna tillämpar stränga avelsprinciper som traditionellt gått i arv från far till son. I sitt naturliga habitat lever dessa hundar närmast som pariahundar (halvvilda hundar som lever i närheten av människor) i och runt människornas byar. De är byhövdingens egendom och räknas som mycket värdefulla.
I brist på kunskap om rasens egenart blev den i många år kallad tuareg sloughi eller Sloughi-Azawakh, därför att den troddes vara en sydlig variant av just sloughi. Med tiden visade emellertid analyser att den var en egen ras, med helt andra och långt mer primitiva kvaliteter än sloughi. Azawakhen har signifikanta drag gemensamt med pariahundar. Rasen fick namnet azawakh, efter den plats där den först blev upptäckt, Azawakhdalen på högslätten i Niger. I dag finns rasens ursprungliga spridningsområde främst i Mali, Burkina Faso och Niger.

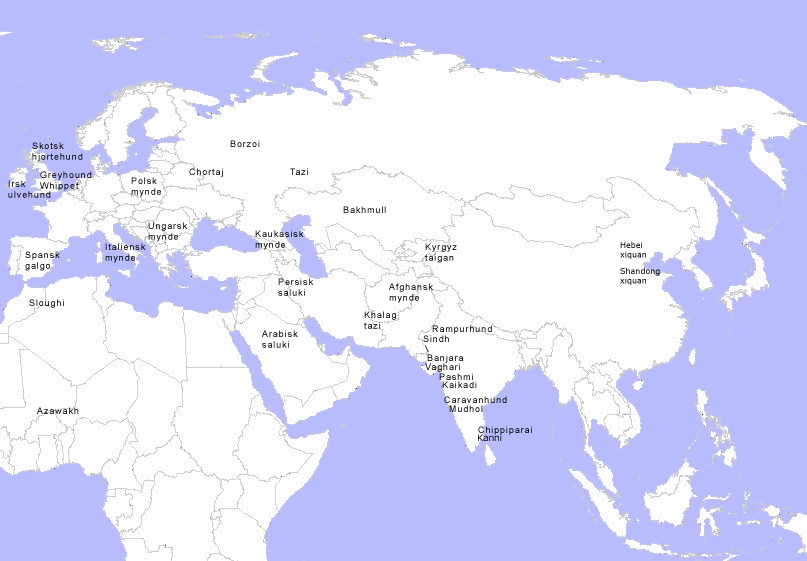
Karta över vinthundsraser.

Till Europa kom rasen 1968, då först till Frankrike, som därför räknas som rasens hemland och som står ansvarig för rasstandarden. 1981 blev azawakh erkänd av Fédération Cynologique Internationale (FCI).

### Sårbar
Azawakh är en starkt utrotningshotad ras. Organisationen Association Burkinabé Idi du Sahel (ABIS) arbetar för att rädda den i dess ursprungsområde. 
Det som främst kan hota rasens framtid är västvärldens tendens att vilja förändra dess ålderdomliga natur, för att göra den mer attraktiv ur ett socialt perspektiv och därmed mer tillgänglig för människor även utanför ägarfamiljen. En sådan ändring i rasens karaktär skulle emellertid med största sannolikhet ödelägga tuaregernas insats med att forma denna speciella hundras.[källa behövs]

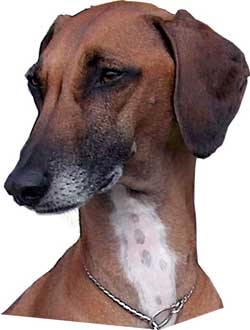
Azawakh är en primitiv och sällsynt ras, som passar bäst för människor med stor erfarenhet av hundar

## Egenskaper

### Användningsområde
Azawakh är ursprungligen en jakt- och vakthund. I sin ursprungliga miljö släpps unga hundar in i boskapsinhägnader där de får vistas tillsammans med boskapen. På så vis får unghundarna vänja sig vid att umgås med andra husdjur och lära sig att inte jaga eller skada tamboskap. På detta sätt kommer de naturligt att känna tillhörighet till den flock de sedan ska vakta mot vilda djur och andra inkräktare. Rasen är i dag den enda vinthunden som kategoriseras som vakthund.
Tuaregerna lät unga hundar tidigt följa med på jakt tillsammans med vuxna hundar. På så sätt lärde sig unghundarna av de äldre hundarnas erfarenheter. Jaktformen kallas hetsjakt och jakten bedrivs normalt med två till sex hundar. Hetsjakt är inte längre tillåtet i västeuropeiska länder med ett fåtal undantag, så här betraktas rasen först och främst som familjehund. Hundutställningar, hundkapplöpning och lure coursing är områden där rasen framgångsrikt deltar. Att använda den som utställningshund kräver tidig och långvarig socialisering. Till och med då kommer några hundar att vägra låta sig hanteras av en domare, eftersom den är reserverad mot alla utanför sin egen familj/flock.
Den tillhör inte de allra snabbaste vinthundarna vad gäller toppfart, men en god sprinter kan likväl komma upp i mer än 60 km/t. Dessa hundar har speciellt god kroppskontroll och har mycket snabb reaktionsförmåga, något som gör dem till goda jakthundar. Rasen är en av de mera uthålliga vinthundarna och kan vara aktiv vid jakt i fyra till fem timmar i sträck. De tål intensiv värme och är tåliga mot kyla ned till minus tio grader Celsius.

### Lynne
Enligt standarden är den "livfull, uppmärksam och fjär. Den är reserverad mot obekanta, ibland t.o.m. skygg, men mjuk och tillgiven gentemot dem den accepterar."
Denna ras passar bara människor med stor insikt i hundars natur och med ett särskilt intresse för azawakhens kvaliteter och egenheter. Eftersom den är en mycket primitiv hund, har den fortfarande många av svagt domesticerade hundars egenskaper i behåll, något som inte gör den lämplig för oerfarna hundägare.
En azawakh kommer naturligt att bevaka allt som den ser ligga i flockens intresse, däribland familjemedlemmar, ägodelar och bostad. Den är orädd och mycket aktiv, men skygg och skeptisk mot främmande människor. Den är ofta mycket territoriell och kan tydligt tillkännage vad den tycker om människor och andra djur som kommer in på dess område. Den kan angripa en inkräktare, om den känner sig hotad. Dess jaktinstinkt är också utpräglad; den kommer att jaga om tillfälle bjuds. Azawakh skäller inte som vanliga hundar gör, utan har ett komplext ljudmönster som mer liknar vargens sätt att kommunicera. Både kroppsspråk och ljudgivning är mycket tydliga.
Utomstående kan inte räkna med att få uppleva denna hunds sanna karaktär, och inte heller alltid att få klappa och kela med den. Sådant är förbehållet dess innersta krets, det vill säga familjemedlemmarna, men inför dem den tycker om och känner väl är den en helt annan hund. Då är den både hängiven, tolerant och till och med lekfull. Den är tolerant mot att hanteras av familjens egna barn, men måste hållas under uppsikt när andra människor är i närheten, i synnerhet små barn. När den är okopplad vill den gärna ha ögonkontakt med hundföraren.
En azawakh söker sig normalt inte till främmande hundar. För att undgå att själv bli skadad drar den sig undan andra hundar som visar ett aggressivt beteende.

## Utseende

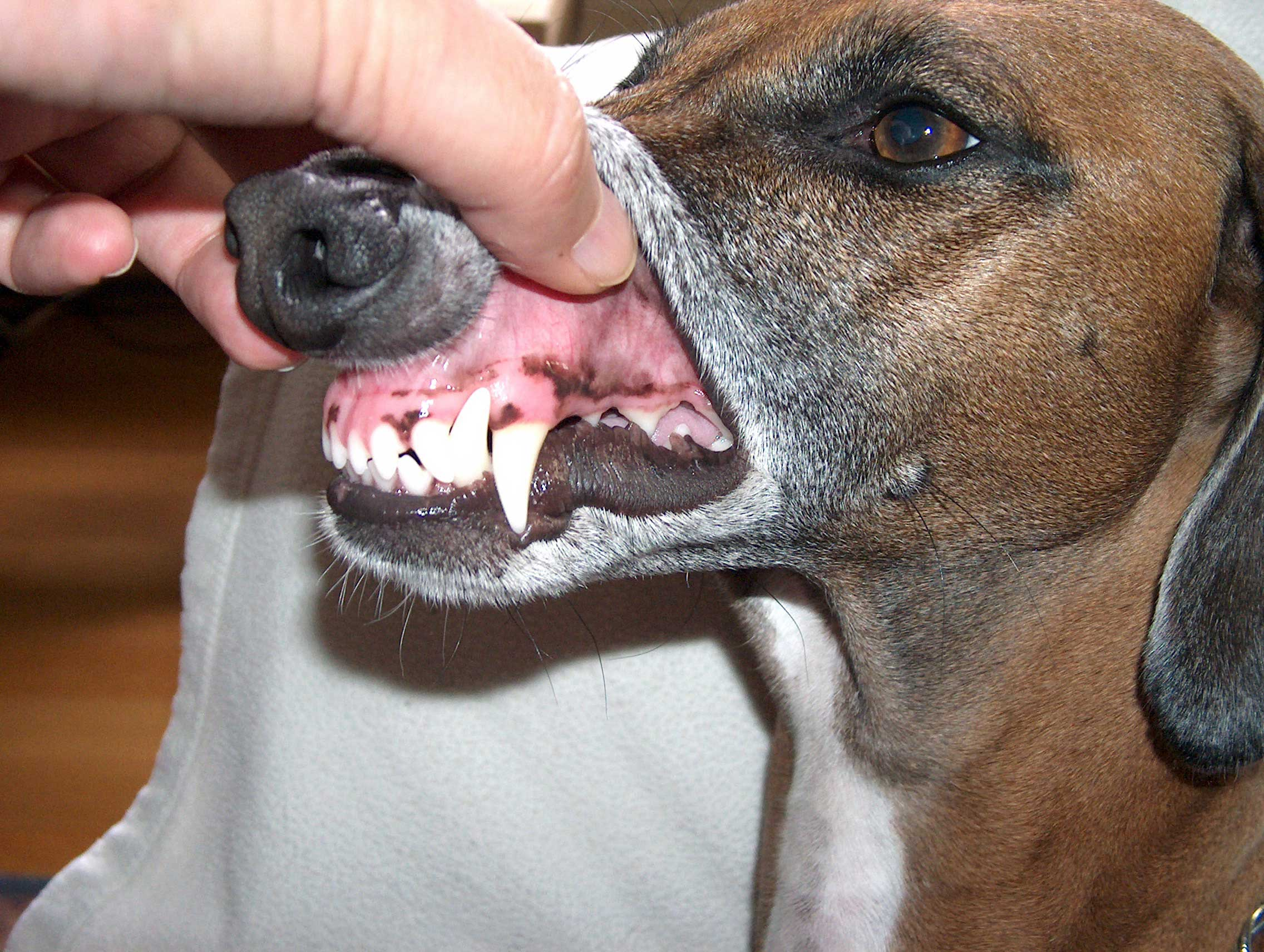
Rasen har förstorade huggtänder, något som bara är vanligt hos mycket primitiva hundar och varg.

Tuaregerna beskriver sina hundar så här: «Snabba nog till att fånga en gasell, en hare eller ett vildsvin, modiga nog till att skrämma stora rovdjur, oförtröttliga som en kamel och vackra som en arabisk häst.» De mest utsökta och mest exotiska exemplaren kallas av tuaregerna Oscas eller Idii-Idii. 
Azawakh är en mellanstor, korthårig vinthund med extrema proportioner. För okunniga kan dessa hundar verka utsvultna, men de är mycket slanka av naturen. Muskler, skelett, senor och ådror ska tydlig framträda under den tunna och elastiska huden. Azawakh betecknas som en mycket elegant och smidig vinthund vars rörelser anses speciellt graciösa och förtjusande, påtagligt fjädrande.